# スナップ! (音楽グループ)
スナップ!は、1989年に結成、1990年代前半に活躍したドイツのエレクトロニック&ダンス・ミュージック・グループで、1989年当時のメンバーは、Michael Münzing（別名：Benito Benites）とLuca Anzilotti（別名：John Virgo Garrett III）である。
1990年代前半、日本のテレビのジングルや、「Rhythm Is a Dancer」や「The Power」（映画『スーパーマリオ 魔界帝国の女神』の予告編や『ハドソン・ホーク』の劇中歌としても使用された）や映画『ロッキー5/最後のドラマ』の終盤で流れ、同作のサウンドトラックにも収録された曲である「Keep It Up」などで知られている。

## ディスコグラフィ

### スタジオ・アルバム
- 『ワールド・パワー』 - World Power (1990年)
- 『マッドマンズ・リターン』 - The Madman's Return (1992年)
- 『ウェルカム・トゥ・トゥモロウ』 - Welcome to Tomorrow (1994年)